# Hallo België!
Hallo België! was een komische reeks bij VTM, van de makers van Lili en Marleen. Ze werd geproduceerd door Studio 100. Walter Van de Velde schreef de scenario’s voor beide reeksen. Ook verschillende acteurs speelden een rol in beide reeksen, zowel hoofdpersonages (Frank Aendenboom en Simonne Peeters) als nevenpersonages (Roger Bolders en Lutgarde Pairon).

## Het verhaal
In Hallo België! volgen we de meestal chaotische avonturen uit het leven van Roger Van Mechelen (Frank Aendenboom), de zaakvoerder van bierbrouwerij Rovan. Hij heeft met hard werken en koppig doorzetten zijn imperium uitgebouwd en hij heeft de neiging om vooral zijn ruwe bolster te tonen. Hij geniet dan ook de reputatie een norse, conservatieve kortom moeilijke man te zijn en op de brouwerij durft niemand hem tegen te spreken. Thuis wordt hij wel geregeld van repliek gediend, en dan nog wel door de twee belangrijkste vrouwen in zijn leven: zijn enige dochter Charlotte (Bianca Vanhaverbeke) en zijn huishoudster Marta Snoeck (Simonne Peeters). Charlotte is een vrolijke meid, die zielsveel van haar pa houdt, maar ze kan er niet bij dat hij naar haar vriend Julien (Gunter Reniers) blijft uithalen. Het feit dat vaderlief het niet op Limburgers begrepen heeft omdat hij net in die provincie zijn bier niet verkocht krijgt, vindt ze overdreven en flauw. Marta mag een record op haar naam schrijven. Ze is de enige huishoudster die het bij Roger uithoudt, tot hiertoe. Al dreigt ze af en toe wel met ontslag. Marta is de motor van het gezin, maar door haar voortvarendheid en grote mond zorgt ze zelf ook voor de nodige misverstanden.
Roger heeft vaak heel wat last van zijn Nederlandse buren. In het begin zijn dat Ko (Jakobus) Blinker (Peter Bolhuis) en Tetske Blinker (Lone van Roosendaal). Ko heeft een aquarium vol piranha's en Tetske is nogal bezeten door haar twee honden Pinky en Ponky. Ko en Tetske Blinker hebben tijdens hun vakantie in Zuid-Afrika beslist om daar te blijven. Ze verkopen hun villa in Brasschaat aan hun vrienden Bert en Bea Bluts. Bea (Hetty Feteris) was een collega van Tetske in de nachtclub Piroshka. Haar specialiteit was ‘de paal’. Ondertussen is ze zakenvrouw geworden en heeft ze haar eigen club: de Moonlight. Bea is gewiekst en zakelijk, ook wel dominant. Het verbaast dan ook niet dat zij de broek draagt in haar huwelijk met Bert (Edo Brunner). Bert is niet de slimste maar wel een echte sjacheraar. Hij handelde vroeger in tweedehands-autobanden en heeft zo zijn fortuin opgebouwd. Bert heeft een grote mond, maar heeft eigenlijk weinig te zeggen in z’n relatie. Eten is zijn grote passie.

## Personages
Legende:
 Hoofdrol
 Bijrol
| Marta Snoeck           | Simonne Peeters     | 2003-2005 | 2003-2005 | 2003-2005 |  |
| Roger Van Mechelen     | Frank Aendenboom    | 2003-2005 | 2003-2005 | 2003-2005 |  |
| Julien Van Praet       | Gunter Reniers      | 2003-2005 | 2003-2005 | 2003-2005 |  |
| Charlotte Van Mechelen | Bianca Vanhaverbeke | 2003-2005 | 2003-2005 | 2003-2005 |  |
| Ko Blinker             | Peter Bolhuis       | 2003-2004 | 2003-2004 |           |  |
| Tetske Blinker         | Lone van Roosendaal | 2003-2004 | 2003-2004 |           |  |
| Bert Bluts             | Edo Brunner         |           |           | 2005      |  |
| Bea Bluts              | Hetty Feteris       |           |           | 2005      |  |
| Commissaris Raymond    | Roger Bolders       | 2003-2005 | 2003-2005 | 2003-2005 |  |
| Dikke Mariette         | Lutgarde Pairon     |           | 2004-2005 | 2004-2005 |  |
| Harry de Mop           | Hans Ligtvoet       |           | 2004-2005 | 2004-2005 |  |
| Arbeider in brouwerij  | Peter Van Gucht     |           | 2004-2005 | 2004-2005 |  |
| Arbeider in brouwerij  | Michel Bauwens      |           |           | 2005      |  |

## Catch phrases
- Hallo België! (Nederlandse buren)
- Hallo Nederland! (de Belgen)
- Dat gaat efkes boven mijn klakske zenne! (Marta)
- Martaaaaaaaa!!! (Roger als hij Marta nodig heeft)
- Petatje (Charlotte tegen Julien)
- Wa?! (Roger)
- Charlie (Roger tegen Charlotte)
- De zingende zaag (Roger tegen Julien)
- Tijger (troetelnaam van Bea voor Bert)
- Bé (bijnaam van Bea)
- Halve zool (Ko tegen Tetske)
- Tets (Bijnaam Tetske)
- Martje, mijn hartje (Ko tegen Marta)
- Die joekels (Ko over de honden van Tetske)

## Gastacteurs Seizoen 1
- Aafke Bruining - Chantal Muizemans
- Aimé Anthoni - Professor Spruit
- Annemarie Picard - Jacky
- Dirk Lavrysen - Jean-Pierre Lafloche 'Flochke'
- Fabrice Delecluse - Cameraman Patrick
- Fred Van Kuyk - Max
- Hans De Munter - John
- Helena Vanloon - Joke Wevers
- Herman Fabri - Pater Ernest
- Jenny Tanghe - Madame Hortense
- John Willaert - Hilare Keldermans
- Jos Van Gorp - Pater Adriaan
- Kristine Arras - Mevrouw Stroobants
- Magali Uytterhaegen - Lid van Tirolergroep
- Magda Cnudde - Madam Renée
- Martin Gyselinck - Achiel
- Ron Cornet - Fred
- Yvonne Verbeeck - Filomeentje

## Gastacteurs Seizoen 2
- Ann Esch - Trudy uit Mannheim
- Clem Van Gossum - Lid van de opnameploeg
- Clement Van Sanden - Advocaat
- Daisy Haegeman - Dierenarts
- Davy Gilles - Pieter-Jan Goris
- Elke De Roeck - Georgette Peeters
- Eddy Horemans - Notaris
- Ernst Van Looy - Freddy Pilsner
- Frans Maas - Verzekeringsmakelaar van Julien
- Geert Van Den Broeck - Fotograaf van beeldhouwer
- Hans Ligtvoet - Harry de Mop
- Hans Royaards - Jos Wauters
- Yves De Wilde - Lid van de televisieploeg
- Jan Verschaeren - Valse rijkswachter
- Joris Van den Eynde - Edgar Torfs
- Kevin Bellemans - Fotograaf 'De Groene Limburger'
- Marc Verbruggen - Lid van de reportageploeg
- Marcel Baptist - Meneer Van Praet (vader van Julien)
- Patrick Rozé - Verzekeringsmakelaar van Roger
- Paula Sleyp - Tante José
- Peter Van Gucht - Theo
- Saartje Vandendriessche - Journaliste Mieke
- Sadi Seghers - Pseudo-rijkswachter
- Sylvia Franssen - Mevrouw Van Praet (moeder van Julien)
- Theo Hijzen - Firmin Peeters
- Vera Puts - Mirella 'Mirel'

## Afleveringen

### Seizoen 1 (2003)
| #  | Titel                  | Eerste uitzending |
| -- | ---------------------- | ----------------- |
| 1  | De zaak van mijn leven | 14 januari 2003   |
| 2  | De wereld is klein     | 21 januari 2003   |
| 3  | Renée                  | 28 januari 2003   |
| 4  | De jobstudent          | 4 februari 2003   |
| 5  | E Viva España          | 11 februari 2003  |
| 6  | De vijfling            | 18 februari 2003  |
| 7  | Big Mac                | 25 februari 2003  |
| 8  | Spacecake              | 4 maart 2003      |
| 9  | Happy birthday         | 11 maart 2003     |
| 10 | De moord               | 18 maart 2003     |
| 11 | Graaf Dracula          | 25 maart 2003     |
| 12 | De Zazoeza's           | 1 april 2003      |
| 13 | The Jokers             | 8 april 2003      |

### Seizoen 2 (2004)
| #  | Titel               | Eerste uitzending |
| -- | ------------------- | ----------------- |
| 14 | Vioollala           | 6 januari 2004    |
| 15 | Trudy uit Mannheim  | 13 januari 2004   |
| 16 | Verkiezingskoorts   | 20 januari 2004   |
| 17 | Ko vermist          | 27 januari 2004   |
| 18 | De wonderboy        | 3 februari 2004   |
| 19 | Het huwelijksbureau | 10 februari 2004  |
| 20 | De viering          | 17 februari 2004  |
| 21 | De rat              | 24 februari 2004  |
| 22 | Kaviaar             | 2 maart 2004      |
| 23 | Tante José          | 9 maart 2004      |
| 24 | Fijn aan de Rijn    | 16 maart 2004     |
| 25 | De kunstkenner      | 23 maart 2004     |
| 26 | Rogerke             | 30 maart 2004     |

### Seizoen 3 (2005)
| #  | Titel             | Eerste uitzending |
| -- | ----------------- | ----------------- |
| 27 | Nieuwe buren      | 7 januari 2005    |
| 28 | Dienster gevraagd | 21 januari 2005   |
| 29 | Back to Nature    | 28 januari 2005   |
| 30 | Made in Thailand  | 4 februari 2005   |
| 31 | Superstar         | 11 februari 2005  |
| 32 | Zeep              | 18 februari 2005  |
| 33 | Pavarotti         | 25 februari 2005  |
| 34 | Astro Bea         | 4 maart 2005      |
| 35 | De Ronny          | 11 maart 2005     |
| 36 | Bert op dieet     | 18 maart 2005     |
| 37 | Aan de paal       | 25 maart 2005     |
| 38 | Het huwelijk      | 1 april 2005      |
| 39 | Rambo             | 8 april 2005      |

## Trivia
- Alle 39 afleveringen van de serie zijn ingelachen door publiek.
- In 2006 werd er een deel van de serie (mix van 13 afleveringen uit seizoen 1 en 2) uitgezonden door de TROS op Nederland 2.
- Simonne Peeters (Marta), Frank Aendenboom (Roger) en Gunter Reniers (Juliën) zijn als enige in alle 39 afleveringen verschenen.
- In de aflevering Home sweet home van F.C. De Kampioenen spelen Bianca Vanhaverbeke (Charlotte) en Gunter Reniers (Juliën), net als in de serie, een koppel. Dit keer wel een ruziemakend koppel in scheiding.